# Nová Lehota
Nová Lehota (bis 1927 slowakisch „Nová Lehôta“; deutsch Neulehota – älter auch Neuhau, ungarisch Újszabadi – bis 1907 Újlehota) ist eine Gemeinde in der Westslowakei.

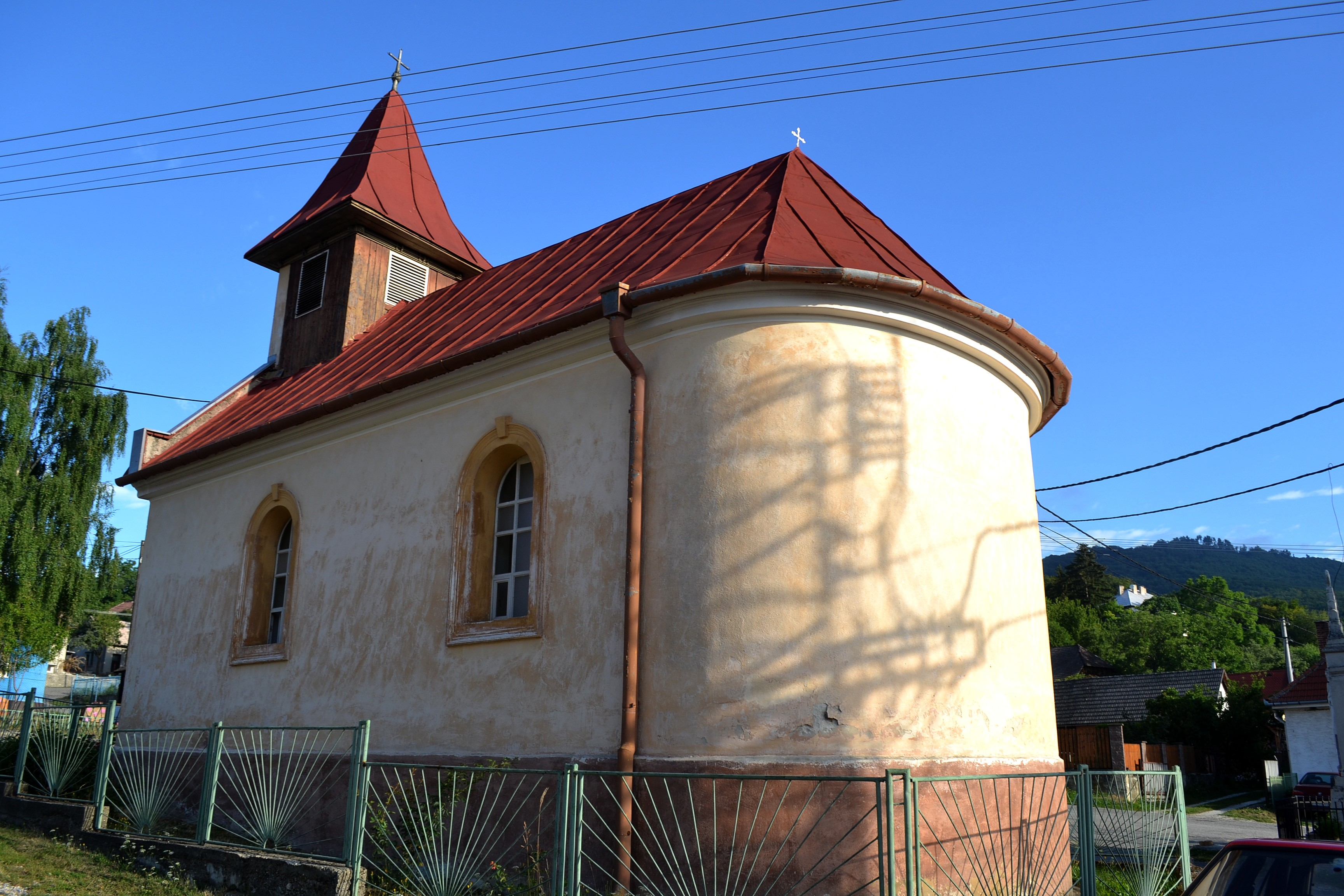
Ortskirche

Der Ort wurde 1348 zum ersten Mal genannt und liegt zirka 22 Kilometer südöstlich der Stadt Nové Mesto nad Váhom im Gebirge Inowetz.

## Bevölkerung
| Jahr                | 1994 | 2004     | 2014     | 2024    |
| ------------------- | ---- | -------- | -------- | ------- |
| Anzahl der Personen | 277  | 230      | 198      | 192     |
| Unterschied         |      | −16,96 % | −13,91 % | −3,03 % |

| Jahr                | 2023 | 2024    |
| ------------------- | ---- | ------- |
| Anzahl der Personen | 197  | 192     |
| Unterschied         |      | −2,53 % |